# Milana Chernyavska
Milana Chernyavska (Kiev, 13 de enero de 1968) es una pianista clásica ucranianoalemana nacida y educada en Ucrania. Ha actuado internacionalmente como solista y música de cámara, centrándose en la música contemporánea que también ha grabado.

## Trayectoria
Nacida en Kiev, Chernyavska comenzó a tocar el piano a los cinco años. Dos años más tarde, comenzó a estudiar en la Academia Nacional de Música de Ucrania Chaikovski, en una clase para niños superdotados. Tras estudiar con Valery Sagaidachny, se graduó en 1990. Siguió estudiando en clases magistrales con Dmitri Bashkírov y Boris Bloch, entre otros, y en la Hochschule für Musik und Theater München con Margarita Höhenrieder y Gerhard Oppitz.
Chernyavska ha actuado a nivel internacional, en festivales como el Festival de Lucerna, el Festival de Schwetzingen, el Festival de Música de Rheingau y el Festival de Música de Schleswig-Holstein. Ha tocado en las salas de conciertos Wigmore Hall de Londres, y Concertgebouw de Ámsterdam, así como en la Residencia de Múnich de Múnich, en la Filarmónica de San Petersburgo y en el Suntory Hall de Tokio. Como música de cámara, ha actuado con Julia Fischer, Daniel Müller-Schott y el Vogler Quartet, entre otros.
 

En 2013, grabó música para violín y piano de Nikolai Rakov, incluyendo tres sonatas, con David Frühwirth. Fue la primera grabación de estas piezas. Barry Brenesal señaló en Fanfare sobre esta única grabación de la música: 
"Chernyavska es una compañera completa en los procedimientos, delicada y brutal según se requiera, la pareja toca junta con una facilidad que resulta familiar".
Ha sido profesora en la Musikakademie Liechtenstein y ha impartido clases en universidades de música. Ha sido profesora de piano en la Universidad de Música y Artes Escénicas de Graz.

## Reconocimientos
Chernyavska ha obtenido diversos premios en concursos nacionales e internacionales, como el primer premio en el Concurso Internacional de Música Mykola Lysenko de Kiev en 1998, una medalla de oro en el Concurso Vladimir y Regina Horowitz, el primer premio en el Concurso Internacional de Piano "Pierre Lantier" de París en 1994 y el tercer premio en el concurso internacional de música de cámara Premio Vittorio Gui de Florencia.